# شفينتوخوفيتسه

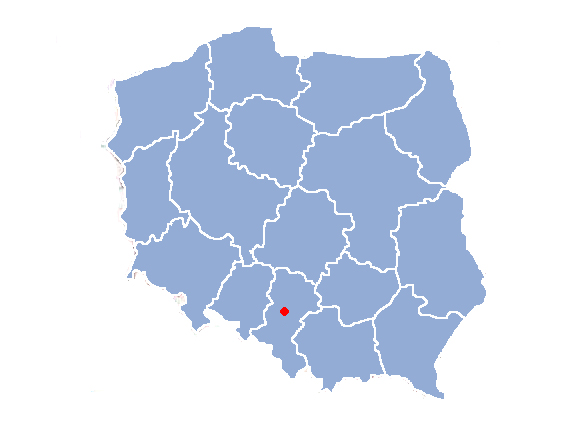
موقع شفينتوخوفيتسن

شفينتوخوفيتسه (بالبولندية: Świętochłowice)  هي مدينة تقع في جنوب بولندا. عدد سكانها 55500 نسمة (عام 2005). تقع في منطقة شلونسك (منذ عام 1999)، وسابقاً في كاتوفيتسن (1975 - 1998). مساحتها 1322 كم2.

## جغرافيا
تقع مدينة شفينتوخوفيتسهالبولندية في القسم الجنوبي من منطقة شلونسك. مساحتها 1322 كم2. تجاور مدينة بيتوم من الشمال، ورودا شلونسكا من الغرب وجنوب الغرب، وخورشوف من الشرق وجنوب الشرق.

## سكان
يسكن مدينة شفينتوخوفيتسه55527 نسمة. للمدينة أكبر كثافة سكانية في بولندا، وهي إحدى أكبر مدن قارة أوروبا من ناحية الكثافة السكانية كذلك، حيث تبلغ كثافتها 4200 لكل 1 كم2.

## أحياء
يوجد بمدينة شفينتوخوفيتسهخمسة أحياء رئيسية هم:
- تسينترم
- خروباتسشوف
- ليبيني
- بياشنيكي
- زغودا

## رياضة
الرياضة الأكثر شعبية في مدينة شفينتوخوفيتسههي الدراجات النارية. كما يوجد في المدينة ملعب كرة قدم هو «سكاوكا» الذي يقع في بياشنيكي.

## توأمة
لشفينتوخوفيتسه اتفاقيات توأمة مع كل من:
- نوفي يتشين
- هيلو
- Laa an der Thaya [الإنجليزية]‏
- Tiszaújváros [الإنجليزية]‏
- ريمافسكا سوبوتا

## أعلام
- ريزارد بيس
- أوتو برزيوارا
- جوانا بارتل
- إيوالد سيبولا
- هوبير غاد
- ويلهلم بيس

## وصلات خارجية
- الموقع الرسمي